# Portus Trucculensis
Il Portus Trucculensis era un porto romano situato sulla costa nord della Britannia antica, la cui identificazione è incerta.

## Fonti
L'ubicazione e il nome stesso sono controversi a causa della mancanza di iscrizioni antiche rinvenute sul posto. 
L'unica fonte scritta antica che lo cita è il "De Agricola"  di Tacito, dove l'autore afferma che la flotta romana del generale Gneo Giulio Agricola abbia trascorso l'inverno lì durante la circumnavigazione della Britannia. 

## Etimologia
Il nome presenta non poche difficoltà di interpretazione poiché è attestato solamente nei manoscritti di Tacito come "Trucculensem" (variante: "Trutulensem").
(Tacito, De Agricola, 38.5)
La radice ricostruita "Trucculum" potrebbe essere una corruzione di "Truxulum" e derivare dal latino "trux" (it.: "truce") col significato di “aspro, tempestoso”. Oppure dal celtico "truccu-" (gallico: "turcu") col significato di "cinghiale" (cf. gallese: "twrch"). 
Rivet/Smith suggeriscono che il porto fosse alla foce di un fiume detto "Trucculus" o "Truculus".
Ogilvie/Richmond offrono una proposta ancora più speculativa: il toponimo deriverebbe dal latino "tructa" o da un fiume "Trucula" (it.: "piccola trota").
Hind emenda in "Tun(n)ocelensis" riferendosi ad "Itunocelum", un porto vicino Moresby nel Solway Firth .
Wolfson, sulla base dello stile taciteo e dei viaggi nordici di Pitea, propone di emendare il passo nel modo seguente :
(Stan Wolfson, 2008)

## Ubicazione
Il sito potrebbe essere nella Scozia settentrionale (Sandwood Loch), Firth of Forth (Cramond) o Firth of Tay (Carpow).
Invece l'ipotesi di un collegamento con la città portuale di Rutupiae (Richborough) sul Canale della Manica sembra altamente improbabile. Addirittura Emil Hübner affermò di aver riconosciuto il luogo nella voce confusa di "Ugrulentum" della Cosmografia ravennate.
L'ipotesi più probabile identifica il sito con Kirkbride a sud di Bowness-on-Solway, direttamente alla foce del Wampool (il cosiddetto "Moricambe Wath"): un porto naturale ben protetto dalle maree. Un forte romano sorgeva sulla collina che dominava l'area circostante e si affacciava sul Wampool e sul fiordo di Moricambe. 
Si pensa inoltre che Kirkbride fosse il capolinea occidentale dello Stanegate. 